# Famiglia Strauss

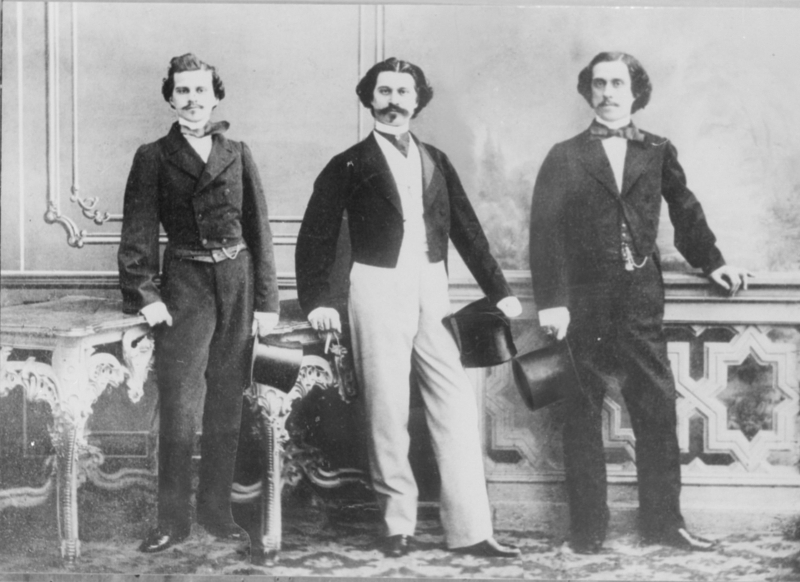
Eduard Strauss, Johann Strauss, Josef Strauss

Strauss è il nome di una celebre dinastia di compositori di musica da ballo e operette austriaci.

## Componenti della famiglia
- Johann Strauss padre (* 14 marzo 1804 Vienna; † 25 settembre 1849 Vienna)
∞ 1825 Maria Anna Streim (* 1801; † 1870)
(dalla successiva unione fra Johann Strauss ed Emilie Trampusch nacquero altri otto bambini)
  - Johann Strauss (figlio) (* 25 ottobre 1825 Vienna; † 3 giugno 1899 Vienna)
∞ 1. 1862 Henrietta Treffz (* 1818; † 1878)
∞ 2. 1878 Angelika Dittrich (* 1850; † 1919), divorziati nel 1882
∞ 3. 1882 Adele Deutsch (* 1856; † 1930)
  - Anna Strauss (* 1829; † 1903)
  - Therese Strauss (* 1831; † 1915)
  - Ferdinand Strauss (* 1834; † 1834)
  - Josef Strauss (* 20 agosto 1827 Vienna, † 22 luglio 1870 Vienna)
∞ 1857 Caroline Pruckmayer (* 1831; † 1900)
  - Eduard Strauss I (* 15 marzo 1835 Vienna; † 28 dicembre 1916 Vienna)
∞ Maria Klenkhart (* 1840; † 1921)
    - Johann Strauss III (* 16 febbraio 1866 Vienna; † 9 gennaio 1939 Berlino)
    - Josef Strauss (* 1868; † 1940)
      - Eduard Strauss II (* 24 marzo 1910 Vienna; † 6 aprile 1969 Vienna)
        - Eduard Strauss (* 1955)